# Eduard Künneke

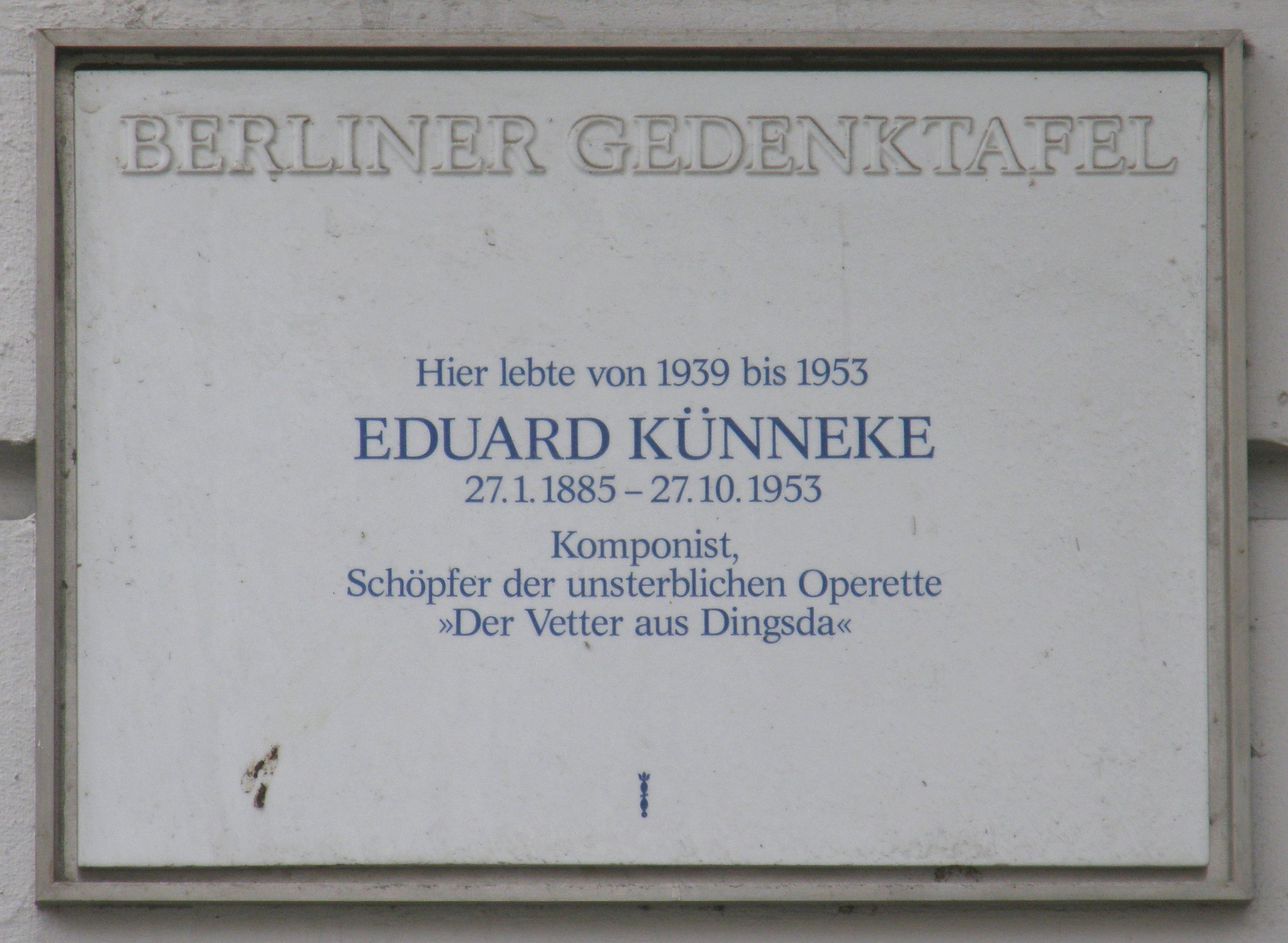
Minnestavla för Künneke på Giesebrechtstrase i Berlin.

Eduard Künneke, född den 27 januari 1885 i Emmerich, Tyskland, död den 27 oktober 1953 i Berlin, var en tysk kompositör av operetter, operor och teatermusik.

## Biografi
Künneke studerade musikvetenskap och litteratur i Berlin, och bedrev också studier hos Max Bruch. Han arbetade som repetitör och körmästare på en operetteater i Berlin, Neues Operettentheater am Schiffbauerdamm, men avstod sin plats som körmästare efter att hans opera Robins Ende (1909) uruppfördes i Mannheim och sedan fick produktioner på 38 olika tyska operahus. Künneke arbetade sedan under Max Reinhardt och skrev scenmusik till Reinhardts iscensättning i andra delen av Goethes Faust.
Künnekes graciösa musik utmärker sig genom sin rytm och slående harmonier. Hans mest kända verk är operetten Kusinen från Batavia, 1921, och många av hans melodier är fortfarande kända idag.
År 1926, när hans operett Lady Hamilton hade premiär i Breslau (nu Wrocław), inledde han det som skulle bli en lång vänskap med dirigenten Franz Marszalek. Marszalek var en hängiven förespråkare för Künneke musik, och under sin tid på Westdeutscher Rundfunk i Köln (1949 - 65) gjordes många inspelningar av hans verk (många inte tillgängliga numera) med Kölns Radioorkester och Köln Radios Symfoniorkester.

## Verk i urval

### Operor
- Robins Ende, 1909,
- Coeur As, 1913,
- Nadja, 1931,
- Walther von der Vogelweide, 1945,

### Operetter
- Wenn Liebe erwacht, 1920,
- Der Vetter aus Dingsda, (Kusinen från Batavia) 1921,
- Die Ehe im Kreise, 1921,
- Verliebte Leute, 1922,
- Lady Hamilton, 1926,
- Der Tenor der Herzogin, 1930,
- Glückliche Reise, 1932,
- Die lockende Flamme, 1933,
- Die große Sünderin, 1935,
- Zauberin Lola, 1937,
- Hochzeit in Samarkand, 1938,
- Hochzeit mit Erika, 1949,

### Broadwaymusicaler
- The Love Song, 1925,
- Mayflowers, 1925.